# 織田長好
織田 長好（おだ ながよし）は、江戸時代前期の武士・茶人。通称は三五郎。織田信長の大甥に当たる。

## 生涯
織田頼長の長男として誕生した。
元和6年（1620年）9月20日、父・頼長が39歳で死去し、翌元和7年（1621年）12月13日に祖父・長益（有楽）が75歳で死去した。長益は長好を嫡孫として扱っており、隠居料（味舌藩）1万石を相続させたかったようである。しかし、幕府に対して後継者としての届出を出さないうちに死去してしまったため、相続はかなわなかったようである。おそらく、長好の成長を待っていたものと思われる。
長好は、近江安土城跡の信長廟に石灯籠を寄進している。この石灯籠には、寄進日を「天正十一年六月初二日」と刻んでいるものの、故意に時期に遡らせたようである。また、「織田有楽像」（正伝永源院蔵）も描かせている。
成長した長好は、茶の湯・有楽流を継承し、茶人として名を成した。一方で、2代将軍・徳川秀忠の長女千姫（元豊臣秀頼室）を通じ、幕府に召抱えを工作していたようである。生存中は3000石の合力米を支給されていたようである。
慶安4年（1651年）5月20日死去、享年35。正室、子女ともにいなかった。なお、墓地は京都の建仁寺と鎌倉の建長寺にある。
その死去に際し、織田高重や織田貞置、千玄室（後の裏千家四代家元仙叟宗室）らに宛てた『織田三五郎遺品分配目録』は、茶人大名の所持名物を示す貴重な資料と評価されている。